# Morimus asper asper
Morimus asper asper ist ein Käfer aus der Familie der Bockkäfer und der Unterfamilie Lamiinae.  Er unterscheidet sich nur wenig vom  Trauerbock (Morimus asper funereus). Nach traditioneller Ansicht werden die beiden Käfer als zwei Arten Morimus asper und Morimus funereus geführt, wegen der geringen morphologischen Unterschiede wurde jedoch der Trauerbock durch Müller im Jahr 1950 als Morimus asper funereus zur Unterart von Morimus asper erklärt.  Aus diesem Grund beziehen sich alle Veröffentlichungen zu Morimus asper, die vor 1950 verfasst wurden, auf Morimus asper asper. Auch bei moderneren Texten muss geprüft werden, ob Aussagen über  Morimus asper sich  auf  alle Unterarten oder nur auf Morimus asper asper beziehen, da manche Autoren die von Müller vollzogene taxonomische Änderung nicht kennen oder sich ihr nicht anschließen. Nach Müller ist die Gattung Morimus in Europa nur mit zwei Arten vertreten, und die Art Morimus asper kommt in Europa in drei Unterarten vor. Von diesen wird Morimus asper verecundus von einigen Autoren in den Rang der Art gestellt. Weitere Unklarheit besteht über die Form ganglbaueri, die je nach Autor als Art Morimus ganglbaueri eingestuft, als Unterart Morimus asper ganglbaueri betrachtet, nur als Ergebnis einer Kreuzung von Morimus funereus und Morimus asper gesehen wird, oder als Farbvariante von Morimus asper asper wie hier übernommen keinen taxonomischen Rang zugestanden bekommt.
Der Gattungsname Morimus ist von altgr. μόριμος  „mórimos“,  „zum Tode bestimmt“  abgeleitet. Der lateinische Artname asper (deutsch rau)  bezieht sich auf die durch die Körnung raue Oberfläche des Außenskeletts des Käfers.

## Merkmale des Käfers
Der eindrucksvoll große und massige Käfer erreicht eine Körperlänge von bis zu 35 Millimeter. Alle Körperteile sind robust und stark sklerotisiert. Der Körper ist länglich oval und schwarz, kann aber wegen der sehr kurzen, graubraunen Behaarung (Tomentierung) heller erscheinen und ist durchschnittlich etwas brauner als der Trauerbock.
Der Kopf ist orthogonal zur Körperachse nach unten geneigt. Die Mundwerkzeuge zeigen senkrecht nach unten, das letzte Glied der Kiefertaster ist spindelförmig zugespitzt und nicht schräg abgestutzt. Das erste Fühlerglied ist vor dem Ende mit einer sichelförmigen Leiste versehen. Von dieser aus ist es innen eben abgeflacht bis zur Einlenkung des zweiten Fühlerglieds (Abb. 2). Das dritte Fühlerglied ist bei der Gattung deutlich länger als das erste. Das zweite Fühlerglied ist wie bei den meisten Bockkäfern kurz. Die restlichen neun Fühlerglieder verjüngen sich nach außen zunehmend. Beim Weibchen sind die Fühler bereits länger als der Körper und damit länger als beim Trauerbock, beim Männchen erreichen sie wie beim Trauerbock das Eineinhalbfache der Körperlänge. Die nierenförmigen, ausgerandeten Facettenaugen umfassen die Fühlerbasis von hinten derart, dass auf der Stirn der Abstand der Basen der beiden Fühler zueinander größer ist als der Abstand der Innenränder der Augen.
Der Halsschild ist etwa auf halber Länge seitlich zu einem kräftigen, spitzen Höcker ausgezogen. Er ist gerunzelt und ohne diesen Höcker etwa gleich lang wie breit, gleich breit wie der Kopf und schmaler als die Flügeldecken.
Die Flügeldecken sind  miteinander verwachsen. Am Hinterende sind sie gemeinsam oval verrundet. Während beim Trauerbock jede Flügeldecke zwei samtige schwarze Flecken trägt, fehlen diese bei Morimus asper asper ganz oder sie sind bräunlich und heben sich farblich nur wenig ab. Die Flügeldecken sind über die gesamte Fläche grob gekörnt, beim Trauerbock dagegen im Bereich der Flecken glatt (Abb. 3). Dies ist der definierende Unterschied zwischen den beiden Unterarten. Die Körner sind bei genauer Betrachtung schon mit bloßem Auge erkennbar.
Die Beine sind sehr robust. Der Vorderschenkel hat auf der Unterseite eine flache Längsrinne, die nahe dem Tarsus schräg nach außen verläuft. Die fünfgliedrigen Tarsen erscheinen viergliedrig (pseudotetramer), da das vierte Glied sehr klein und zwischen den Lappen des dritten Gliedes versteckt ist. Die Vorderschienen weisen auf der Innenseite eine schräge Längsfurche auf.
|                                                                                                  |                            |
| Abb. 1: Männchen von oben                                                                        | Abb. 2: Erstes Fühlerglied |
|                                                                                                  |                            |
| Abb. 3: Ausschnitt Flügeldecke, Körnung links Morimus asper asper, rechts Morimus asper funereus |                            |

## Eier
Die elfenbeinfarbenen Eier sind spindelförmig und 4,5 Millimeter lang mit einem Durchmesser von 1,3 Millimeter. Das Chorion trägt eine Struktur, die an Puzzlestücke erinnert, die lose nebeneinander liegen und nur an wenigen Stellen miteinander verfalzt sind. Fünf nebeneinander liegende „Puzzlestücke“ umspannen eine Strecke von etwa 0,2 Millimeter.

## Biologie
Die Unterart ist bei der Wahl der Brutbäume weniger beschränkt als der Trauerbock. Die saproxylophagen Larven entwickeln sich in vielen verschiedenen Laubhölzern und auch in Nadelhölzern. Unter den Laubhölzern wird die Rotbuche bevorzugt, zu den Nadelhölzern gehören Larix-, Abies- und Pinus-arten. In Nordspanien lagen bei einer Erfassung die Fundorte des Käfers in Höhen zwischen zehn und tausend Meter. In Griechenland wurde der Käfer während eines dreijährigen Projekts in Höhen zwischen 400 und 1200 Meter gefangen. Einzelfunde werden aus Höhen von fast 1500 m gemeldet. Es besteht eine deutliche Präferenz der Höhenstufe, in der Rotbuchen wachsen, innerhalb des Buchengürtels werden niedere Lagen bevorzugt.
Die Imagines findet man in Frankreich von Mai bis August am Fuß geschlagenen oder geschwächter Stämme, in Spanien tauchen die Käfer schon Mitte April auf und sind bis in den September zu finden. Sie bewegen sich gewöhnlich gemächlich schreitend.
Die Imagines sind hauptsächlich abends und nachts aktiv, man kann aber auch die Tiere nicht selten am hellen Tag laufend antreffen. Gewöhnlich verkriechen sie sich tagsüber in kühlere Verstecke an den Wirtspflanzen, etwa in Hohlräume zwischen den Wurzeln. Wenn sie sich abends präsentieren, lassen sie sich bei Beunruhigung gern fallen. Paarung und Eiablage finden spätabends oder nachts statt.
Häufig findet man mehrere Tiere gemeinsam. Als mögliche Erklärung wird genannt, dass die Männchen die Weibchen nach der Begattung bewachen, um mehrfach mit ihnen kopulieren zu können. Es wird auch diskutiert, ob das Weibchen durch Stridulieren mehrere Männchen anlockt. Kämpfe zwischen den Männchen mit ernsthaften Beschädigungen sind üblich, doch letztendlich wählt das Weibchen zwischen den Bewerbern aus.
Nach einem Reifungsfraß (Rinde, Blattstiele) von etwa zwei Wochen sind die Weibchen paarungsbereit. Bei früherer Annäherung von Männchen werden diese durch Bisse abgewehrt und dabei nicht selten verstümmelt.
Zur Eiablage werden Baumstümpfe und abgestorbene oder stark geschwächte Bäume gewählt. Gefällte Stämme werden nur so lange angenommen, wie sie noch eine ausreichende Restfeuchtigkeit haben. Bei einer Untersuchung in den Ostpyrenäen (Bosque de la Massane) stellte sich heraus, dass die Larven von Morimus asper asper in toten Rotbuchen nur im sechsten bis neunten Jahr nach dem Absterben der Bäume auftraten mit einem Maximum im achten Jahr.
Das Weibchen beißt mit den starken Oberkiefern eine flache Grube mit einem Durchmesser von drei bis vier Millimeter in die Rinde. Gelegentlich beginnt sie bereits damit, bevor das Männchen von der Kopulationsstellung ablässt. Das dabei entfernte, fein zermahlene Material wird an einer Seite der Grube abgelagert. Dann dreht sich das Weibchen um 180° und ertastet mit dem Ovipositor die Grube. Ist diese zu klein zur Aufnahme des Eis, dreht sich das Weibchen erneut, um die Grube zu erweitern. Nach der Ablage des Eis bedeckt das Weibchen dieses mit dem seitlich abgelagerten Holzmehl und verfestigt das Mehl mit einem Sekret, das aus dem Eileiter ausgeschieden wird. Das Ei ruht nun zwischen Rinde und Bast mit der Längsachse des Eies parallel zur Oberfläche.
Die Eiablage erstreckt sich über einen Zeitraum von Mai bis September. Gewöhnlich wird pro Grube nur ein Ei abgelegt, insgesamt etwa zwanzig bis dreißig, wobei die Gruben mit den Eiern sehr nahe beieinander liegen können. Da die Eier relativ groß und die Kammer, in der der Samen des Männchens gespeichert wird, relativ klein ist, reicht die Menge des bei der Begattung aufgenommenen Samens nicht für die Befruchtung aller Eier aus. Es wurden mehrfache Begattungen sowohl mit dem gleichen Männchen als auch mit verschiedenen Männchen beobachtet. Der Vorteil der größeren genetischen Variabilität bei Polygamie scheint den Nachteil der Gefahr, während einer der zahlreichen Paarungen gefressen zu werden, aufzuwiegen.
Die Larven schlüpfen nach etwa zehn Tagen und haben eine Länge von etwa fünf Millimeter. Das Zerstören der Eihaut wird durch einen den Mandibeln außen aufsitzenden Zahn eingeleitet und danach durch einen zweiten „Eibrecher“ craneal (frontal y gular) unterstützt, der vorn an der Kehle sitzt. Die Larven fressen zwischen Rinde und  Bast. Im Laufe ihrer Entwicklung erreichen die Larven eine Länge bis zu acht Zentimeter. Zur Verpuppung legen sie eine ungefähr acht Zentimeter lange Puppenkammer an, die ganz oder teilweise in der Rinde liegen kann (etwa bei Kiefern), gewöhnlich aber bis zu fünf Zentimeter ins Splintholz reicht. Sie ist  mehr oder weniger senkrecht zur Oberfläche ausgerichtet. Die Puppenruhe dauert achtzehn bis zwanzig Tage. Die geschlüpfte Imago verbleibt noch zwei bis drei Wochen in der Puppenkammer, wobei die Fettmassen im Hinterleib abgebaut werden und das Skelett aushärtet. Danach verlässt sie den Brutbaum durch ein rundes Schlupfloch von acht bis zwölf Millimeter Durchmesser.
Die Entwicklung wird in einem Jahr abgeschlossen, aber im Labor leben die Imagines bis zu 16 Monate und nehmen als Nahrung nicht nur Blätter und Rinde, sondern gerne auch Obst an. Die Larven zeigen sich bei Verwundungen gegen Infektionen völlig unempfindlich.

## Verbreitung
Die  Unterart ist auf Europa beschränkt. Sie kommt hauptsächlich nordmediterran vor und ist in Spanien, Südfrankreich, Italien, Bosnien und Herzegowina, Albanien und Griechenland nicht selten.  Nach Norden dringt der Käfer bis in die Schweiz und Österreich vor, erreicht aber Deutschland nicht. Außerdem ist er aus Rumänien, Bulgarien und der europäischen Türkei gemeldet. Es wird vermutet, dass sein heutiges Verbreitungsgebiet durch die sich ändernde Verbreitung der Rotbuche während der Eiszeiten bestimmt ist.
Die Art kann in Holzverpackungen verschleppt werden. Beispielsweise wurde sie in England gefunden, wird sich dort wegen zu niedriger Temperaturen aber vermutlich nicht halten können.